# Gioiosa Milano
La Società Sportiva Gioiosa è stata una squadra di pallacanestro femminile di Milano.
Ha vinto il campionato italiano nel 1932: è stata la seconda società ad entrare nell'albo d'oro, dopo la Ginnastica Triestina, e la prima milanese.
Attualmente, non è più in attività.